# Remigia inconcisa
Remigia inconcisa là một loài bướm đêm trong họ Erebidae.